# Snow Labo. S2
『Snow Labo. S2』（スノーラボ エスツー）は、日本の男性アイドルグループ・Snow Manの2ndアルバム。2022年9月21日にMENT RECORDINGからリリースされた。

## リリース
前作『Snow Mania S1』から約1年ぶりのリリース。初回盤A、初回盤B、通常盤の3形態で発売された。
本作発売前に発売されたシングルは『Secret Touch』、『ブラザービート』の2作が収録されている。2022年7月13日発売の7thシングル『オレンジkiss』は、本作には収録されず、次作『i DO ME』に収録された。
タイトルはSnow Manとラボラトリー（研究所）を掛け合わせたもので、「挑戦」という意味も込められており、「Snow Manはこう！」という既成概念にとらわれない、バラエティーに富んだ音楽ジャンルや新しいことにトライしていく研究所（＝ラボ）をテーマとしている。メンバー9人が1人1ジャンルを担当して選曲を行うところから制作が始まり、それぞれが候補曲を絞り込む作業をしてからそれを他のメンバーにプレゼンし、会議を重ねて収録する楽曲を決めていった。そのため、より幅広い視野で、これまで無かったジャンルの楽曲も収めることができたという。
収録された9曲の新曲の中の1曲であり、リード曲でもある「JUICY」は、2022年8月3日にオフィシャルYouTubeチャンネルにて、まず「なんだこれ!?」という1分間の動画が解禁された。そして翌8月4日に「#最新で最強で最スノで」のハッシュタグとともにMVがサプライズ公開されると、その情報解禁方法や、7thシングル「オレンジkiss」のMVの一部シーンに出てくる右向きの矢印の看板に「JUICY」と書かれていたのが伏線だったのかと話題になり、グループ史上最速で2000万回再生を突破した。また、8月11日にはダンスプラクティス動画も公開されたが、そこでメンバーがお揃いで履いている赤いスニーカーは何かとツイートが飛び交い、特定された型番がショッピングサイトで相次いで品薄状態になる事態も起きた。楽曲はR＆B的なメロディに「JUICY」というワードがキャッチーに流れるダンスナンバーで、振付は岩本が担当。サビでは同じく岩本が命名した「バランすのダンス」が披露されているが、一度ジャンプをして片足で着地してから、片足立ちでもう片方の足を音に合わせて動かすという強い体幹が必要となる動きのため、今まで数々の楽曲を踊ってきたメンバーですらバランスがとりづらく難しいものであるという。しかし、キャッチーで真似しやすい振りもしっかりと入れられており、8月19日から開設されたグループのTikTokアカウントでは、ハッシュタグチャレンジ「#JUICY」を開催。「バランすのダンス」の投稿や、JUICYな美味しそうな料理を紹介する動画、ASMR動画の募集がされた。テレビでは8月29日放送の『CDTVライブ!ライブ!』で初披露された。
初回盤Bには限定でユニット曲が収録されているが、「『Snow Labo. S2』ユニット曲Music Video鑑賞会」と題し、「JUICY」の衣装を着たメンバーがユニット曲のミュージックビデオをお互いに見る企画が実施され、その映像が9月14日に公式YouTubeで公開された。
10月1日からはこのアルバムを引っ提げた全国ツアー『Snow Man LIVE TOUR 2022 Labo.』がスタートした。

## 特典・仕様
購入者先着特典
- 初回盤A - 「スノラボクリアポスター」A3サイズ
- 初回盤B - 「ラボメモ」B5サイズ
- 通常盤 - 「すのチルバースデーカード」A3サイズ

仕様・封入特典
- 初回盤A - PETスリーブ+ワンピースBOX+デジパック仕様、動画A視聴シリアルナンバー封入
- 初回盤B - PETスリーブ+ワンピースBOX+デジパック仕様、動画B視聴シリアルナンバー封入
- 通常盤（初回仕様） - PETスリーブ・フォトブック付き、動画C視聴シリアルナンバー封入

## 収録内容
出典

### CD

#### 初回盤A・通常盤
1. ブラザービート
作詞：クボタカイ、作曲：クボタカイ，Taro Ishida、編曲：endeavour
  - 6thシングル
  - Snow Man主演 映画『おそ松さん』主題歌
2. JUICY
作詞：KENTZ・Phoenix Storm・51Black Rat、作曲：KENTZ・Phoenix Storm・Doma Schrank・51Black Rat、編曲：KENTZ・Doma Schrank・Peach
  - 本作のリード曲。MVのディレクターはアマゾニスト“NINO”が務めた[33]。
  - 宮舘涼太セレクト曲[17]
3. Tic Tac Toe
作詞：D&H（PURPLE NIGHT）、作曲：Christofer Erixon・Josef Melin、編曲：Josef Melin
  - ラウールセレクト曲[17]
4. Toxic Girl
作詞：miwaflower、作曲：Didrik Thott・HIKARI、編曲：HIKARI
  - 阿部亮平セレクト曲[17]
5. ミッドナイト・トレンディ
作詞：きなみうみ、作曲：きなみうみ、編曲：きなみうみ
  - 岩本照セレクト曲[17]
6. Secret Touch
作詞：栗原暁、作曲：栗原暁・前田佑、編曲：前田佑・門脇大輔
  - 5thシングル
  - 道枝駿佑・目黒蓮ダブル主演 テレビ朝日系 オシドラサタデー『消えた初恋』主題歌[34]
7. Brand New Smile
作詞：坂室賢一・MiNE、作曲：坂室賢一、編曲：坂室賢一
  - Snow Man出演 不二家『不二家LOOK まよえる！えらべる！たのしめルック！新商品』篇、『不二家洋菓子店 ケーキで、あしたを、スマイルに。』篇 CMソング[35]
8. BOOM BOOM LIGHT
作詞：k2、作曲：Tommy Clint・MiNE・Atsushi Shimada、編曲：Atsushi Shimada
  - 向井康二セレクト曲[17]
  - ナイキ「9 PEOPLE,9 COLORS.」キャンペーン WEBムービーソング[36]
9. キッタキッテナイ
作詞：katsuki.CF（Relic Lyric, inc.）、作曲：TARO MIZOTE・katsuki.CF・サイトウリョースケ（Relic Lyric, inc.）、編曲：サイトウリョースケ・TARO MIZOTE（Relic Lyric, inc.）
  - 佐久間大介セレクト曲[17]

“切ったか切っていないか”をテーマとしたトンチキソングとも評される楽曲[37]。「髪を切ったか切ってないか」など、女性の行動や発言に振り回される心情を歌っている[17]。
10. Movin' up
作詞：YUUKI SANO、作曲：Tommy Clint・Atsushi Shimada、編曲：Atsushi Shimada
  - 深澤辰哉セレクト曲[17]

激しいダンスチューン[38]。「止まることなく加速するSnow Manに追い風を」をコンセプトとしたDance Practice映像がYouTubeで公開された[39]。
11. This is LOVE
作詞：Atsushi Shimada・坂室賢一・大知正紘、作曲：Atsushi Shimada・坂室賢一・大知正紘、編曲：Atsushi Shimada・坂室賢一
  - 渡辺翔太セレクト曲[17]
  - 岩本照・ラウール・佐久間大介出演「アパマンショップ」『スタッフ指名・扉篇』CMソング[40]
12. ボクとキミと
作詞：CLIEVY（C&K）、作曲：川口進・SHIROSE from WHITE JAM、編曲：川口進
  - 目黒蓮セレクト曲[17]

MVは辻本祐希が監督を務めた。白を基調としたセットや幻想的に光放つ空間の中でメンバーが歌い、涙を流す場面もある[41]。本来の楽曲の設定は恋愛物語であるものの、目黒は「ボク」にSnow Man、「キミ」にファンを当てはめて歌っているという[42]。
13. Happy Birthday
作詞：信政誠、作曲：信政誠、編曲：日比野裕史
  - 通常盤のみ収録[17]

#### 初回盤B
※ 1. 〜 12. は初回盤A・通常盤と共通。
1. HYPNOSIS - 岩本照・向井康二・目黒蓮
作詞：MiNE・GASHIMA、作曲：Albin Nordqvist・MiNE、編曲：Albin Nordqvist
2. ガラライキュ! - 深澤辰哉・ラウール・渡辺翔太
作詞：作詞・作曲・編曲：Nobuhiro Tahara
“girl I like you”という意味で[43]、「キャッチーだしカタカナもいいね」とタイトルは3人で決めた[38]。本作唯一ともいえるアイドルソングで[38]、爽やかでポップなメロディにのせ[43]、妖精のようにミニチュアサイズになった3人が1人の女性をこっそりと支えて元気づける[30][44]。
3. Color me live... - 阿部亮平・宮舘涼太・佐久間大介
作詞：FUNK UCHINO、作曲：Geek Boy Al Swettenham・HIKARI、編曲：Geek Boy Al Swettenham

### DVD・Blu-ray

#### 初回盤A
1. 「JUICY」Music Video
2. 「ボクとキミと」Music Video
3. 「Secret Touch」Music Video
4. 「ブラザービート」Music Video
5. 「JUICY」マルチアングル映像
6. Behind The Scenes
7. M of L 〜 The Animation 2 〜 Presented by すのチル[注 2]

#### 初回盤B
1. 「HYPNOSIS」Music Video - 岩本照・向井康二・目黒蓮
2. 「ガラライキュ！」Music Video - 深澤辰哉・ラウール・渡辺翔太
3. 「Color me live...」Music Video - 阿部亮平・宮舘涼太・佐久間大介
4. 「僕の彼女になってよ。」Lip Sync Video
5. 「REFRESH」Dance Video
6. 「From Today」 Lip Sync Video
7. ○○ゲームにリベンジ！

## チャート成績
発売初日に66.5万枚を売り上げ、オリコンデイリーアルバムランキングで初登場1位を獲得。9月27日発表のオリコン週間アルバムランキングでも今年度最高初週売上となる初週89.1万枚を記録し、初登場1位を獲得。1stアルバム『Snow Mania S1』の初週売上84.1万枚も上回り、2作連続・通算2作目の1位獲得となった。また、翌週も週間3.6万枚を売り上げ、週間アルバムランキングで今年度初めてとなる2週連続首位を獲得した。2022年12月11日までの同年度期間内売上は98.6万枚で、「作品別売上数部門」の「アルバムランキング」および「合算アルバムランキング」で年間1位を獲得した。その後、2023年1月6日発表の週間アルバムランキングで0.6万枚を記録し、累計100.2万枚となり、ミリオンを達成。年号が令和になって以降、アルバムが2作連続でミリオンを達成したのはSnow Manが初であり、1stアルバムから2作連続でのミリオンは2003年にCHEMISTRYが成し遂げて以来、20年ぶりの記録となった。
Billboard JAPANでも初週895,513枚を売り上げ、『Snow Mania S1』に続いて2作連続の首位を獲得。なにわ男子が『1st Love』で保持していた2022年度の最多初週セールス記録（722,777枚）を更新した。また、年末に発表された年間売り上げにおいても984,357枚で総合アルバムとアルバムセールス共に1位を獲得した。その後、2022年12月19日から21日の集計で、グループにとって2作連続、2022年リリースのアルバムとしては初のミリオンを達成。
タワーレコードが発表した2022年の年間チャート「2022 ベストセラーズ」では、邦楽アルバム部門で1位を獲得。2021年の『Snow Mania S1』に続き、2年連続での首位獲得となった。